# Médea (film, 1969)
A Médea (Medea / Médée) 1969-ben készült színes, olasz–francia–nyugatnémet filmdráma. Pier Paolo Pasolini alkotása Euripidész i. e. V. századból származó drámáján alapul: az antik alapanyagot a rendező saját elképzelései szerint átértelmezte. A főszerepre sikerült megnyernie a legendás görög opera-énekesnőt, Maria Callast, akinek ez az egyetlen (prózai) filmszerepe. Callas emlékezetes színpadi alakításainak egyike épp Médeia volt Cherubini azonos című operájában.

## A cselekmény
A gyermek Iaszónt egy kentaur neveli fel. A felnőtt Iaszón visszaköveteli Peliász királytól az őt atyai jogon megillető trónt, ám az uralkodó előbb feladatul szabja neki, hogy hozza el számára Kolkhiszból a féltve őrzött aranygyapjút. Ezalatt a távoli Kolkhiszban primitív rítusok zajlanak a királylány, Médea közreműködésével: feláldoznak az isteneknek egy ifjút, hogy az ő vérével tegyék gazdagon termővé a földeket. A barbár királylány szerelemre gyullad Iaszón iránt, és egy éjszaka fivére, Apszürtosz segítségével ellopja az aranygyapjút, amivel Iaszónhoz siet. Miután felfedezik a szent ereklye eltűnését, a kolkhiszi király azonnal a tolvajok után küldi a katonáit. Médea rettenetes módon szerez előnyt a maguk számára: megöli és feldarabolja fivérét, a testrészeket pedig szétszórja az úton, hogy azok felszedegetése lelassítsa üldözőiket. A borzalmas terv beválik, Iaszónéknak sikerül elmenekülniük a hajójukon. Az argonauták idegenkedve figyelik a barbár, kegyetlen királylányt, aki magányosan, a többiektől elkülönülve, szótlanul ülve néz maga elé. A szárazföldre lépve Médea megszállottan járkál a szikkadt, terméketlen talajon, veszélyeket jósol, ám a férfiak rá se hederítenek. Csupán Iaszón megy oda hozzá. A sátrába viszi, ahol a magáévá teszi. Iaszón hazájába érkezvén Médeának meg kell válnia díszes ruháitól, és ottani viseletbe öltöztetik. A szerelemtől elvakult királylány teljesen Iaszónnak szenteli magát. Szerelmükből gyermekek is születnek. Egy nap azonban Médea a cselédjével együtt titokban meglesi, amint férje a korinthoszi király udvarában önfeledten mulatozik. Ráadásul az emberek azt beszélik, hogy a király száműzni akarja Médeát, mert fél boszorkányos hatalmától, és tulajdon lányát kívánja Iaszónhoz adni. Médea bosszút forral. Kedvességet és jámborságot színlelve ajándékot küld gyermekeivel a korinthoszi királylánynak: gyönyörű ruháját, méreggel átitatva. Glauké cselédei hiába óvják a naiv királylányt Médea ajándékától, a fiatal teremtés nem bír ellenállni a vágynak, és magára ölti a káprázatos ruhát. Teste elevenen elég benne. Apja, a király, fájdalmában öngyilkos lesz. Médea bosszúja azonban ezzel még nem teljesedik be. Anyai figyelmességgel mosdatja meg és öltözteti tiszta ruhába gyermekeit, majd álomba ringatja őket. Utána álmukban mindkét gyermeket megöli, végül magára gyújtja a házat. A tragédia színhelyére késve érkező Iaszón fájdalmas kérdéseire Médea kegyetlen, vádoló szavai felelnek.

## Mitológiai háttér
A görög mitológiában a mítoszok szorosan összefüggnek egymással: Médea története például elválaszthatatlanul összekapcsolódik az aranygyapjú és az argonauták legendájával.

### Az aranygyapjú
Athamasz, görög király ráunt első feleségére, Nephelére, akit elkergetett, s Inót vette nőül. Az új asszony szándéka az volt, hogy elpusztítja a király gyermekeit, főleg a fiúcskát, Phrixoszt, hogy saját fia számára biztosítsa a trónt. Agyafúrt tervet eszelt ki: amikor az akkori hagyományoknak megfelelően Athamasz követet küldött a delphoi jósdába, hogy megtudja, miért sorvadt el a termés, az Inó által megvesztegetett küldönc azzal a hírrel tért vissza, hogy csak Phrixosz feláldozása árán lehet majd gazdagon aratni. Hermész isten azonban meghallgatta az aggódó anya, Nephelé imáit, és egy aranyszőrű kost küldött Phrixosz és nővére, Hellé megmentésére. Az állat elragadta a gyermekeket az áldozati oltárról, majd átrepült velük az Európát Ázsiától elválasztó tengerszoros felett. Útközben Hellé lecsúszott a kos hátáról, és a tengerbe zuhant. A szorost a monda szerint róla nevezték el Hellészpontosznak (Hellé tengere). Phrixosz biztonságban megérkezett Kolkhiszba, ahol kedvesen fogadták, noha az ottaniak elég kegyetlen nép hírében álltak. A fiú kissé hálátlan módon az aranyszőrű kost feláldozta Zeusznak, az állat bőrét pedig a kolkhiszi királynak ajándékozta.

### Az argonauták és Médea
(A mítosz következő leírásában nem szerepelnek azok az események, melyek a film cselekményének ismertetésében olvashatók)

Phrixosz nagybátyja Thesszália uralkodója volt, akit unokaöccse, Peliász (Phrixosz unokafivére) elzavart. Az elűzött király fia, Iaszón azonban felnőtt korában megjelent a palotában, hogy visszakövetelje a trónt. Peliász fondorlatos módon akart megszabadulni Iaszóntól. Azt mondta, hogy hajlandó átadni neki a trónt, de Iaszón előbb szerezze meg az aranygyapjút, hogy az időközben elhunyt Phrixosz szelleme visszatérjen Thesszáliába. A kalandvágyó fiatalembernek tetszett a merész kívánság, s Görögország leghíresebb ifjait gyűjtötte maga köré a nagy kalandra. Mivel az Argó nevű hajón indultak útnak, argonautáknak nevezték őket. Az ifjak között volt például Castor és Pollux, a dalnok Orpheusz, a hős Héraklész, valamint Péleusz király, a legendás Akhilleusz apja. Számtalan viszontagságos kaland után jutottak el Kolkhiszba. Útközben Héraklész egy sajnálatos haláleset miatt megvált a csapattól. A főistennő, Héra szívén viselte Iaszón sorsát (Héraklészt viszont gyűlölte), ezért a további viszontagságok sikeres elkerülése érdekében Aphrodité, a szerelem istennője segítségét kérte. (A két istennő között egyébként igen fagyos volt a viszony, ami később még tovább romlott, amikor a naiv trójai királyfi, Parisz Aphroditének ítélte a legszebb nőnek szánt nevezetes aranyalmát a vetélytárs Hérával és Pallasz Athénével szemben.) Iaszón érdekében Aphrodité hajlandó volt cselekedni. Rávette fiát, Erószt, hogy lőjön nyilat a kolkhiszi királylány, a mágiában különösen járatos Médea szívébe, aki ezáltal olthatatlan szerelemre gyulladt Iaszón iránt. Médea segítségével Iaszón sikeresen teljesítette a kolkhiszi király által kirótt feladatokat (az uralkodó titokban azt remélte, hogy a kellemetlen idegen majd odavész valamelyik veszélyes küldetésben), ám az aranygyapjút végül egyszerűen ellopta a szerelmes királylány közreműködésével. Médea mindent hajlandó volt feladni az ifjúért. Azt kérte, hogy Iaszón vigye magával Görögországba.
Thesszáliában szörnyű hírek fogadták őket: Peliász öngyilkosságra kényszerítette Iaszón apját, és a szerencsétlen anya is belehalt a bánatba. A bosszúállásban Médea segédkezett, a rá jellemző hátborzongató módon: elhitette Peliász lányaival, hogy képes megfiatalítani az öreg királyt. Ehhez a lányoknak nem kell egyebet tenniük, mint megölniük az apjukat, feldarabolni a tetemet, és a testrészeket egy fortyogó vízzel teli üstbe dobniuk, ahonnan Médea varázsigéi nyomán Peliász majd megfiatalodva pattan elő. A hihetőség kedvéért Médea egy vén kossal rögvest bemutatta a csodát. Ennek hatására a király lányai végül megtették az apjukkal, ami elhangzott, ám hiába vártak a csodára, Médea szó nélkül faképnél hagyta őket. Peliász fia elűzte a párt, ezért Iaszón Médeával Korinthoszba ment. Ott került sor mindazokra az eseményekre, melyeket a film második része is bemutat. A mítosz szerint a menyasszonya halála miatt őrjöngő Iaszón késve érkezett Médeával közös otthonába: a gyermekeit is elpusztító barbár királylányt egy sárkányfogat elragadta az égbe.

## Pasolini aMédeáról
„A Médea alapjában véve a technikai civilizációval kapcsolatba került harmadik világ lelki katasztrófájának története. Ez a filmben természetesen nem lesz látható, s csak néhány ember fogja megérteni. […] A filmben a tézishelyzetnek (mitikus-realista barbár világ) és az antitézis helyzetnek (laikus-manierista modern világ) semmilyen lehetősége nincs a szintézisre: mindörökre oppozícióban maradnak. Mindezt elméletileg rendkívül világossá teszi a kentaur figurája. Nemcsak azzal, amit mond, hanem egyidejűleg kettős fizikai megjelenésével is.”

## Pasolini elképzelései
Pasolini érdeklődése a harmadik világ iránt valószínűleg akkor támadt fel, amikor a Máté evangéliuma (1964) című filmjének forgatását készítette elő. A rendező a harmadik világ országaiban vélte megtalálni azt az archaikus egyszerűséget és tisztaságot, melynek élményét gyermekkorából hozta magával, a friuli emberek közösségéből. Amikor az Oidipusz király (1967) című alkotását forgatta, nem egyszerűen Szophoklész drámáját akarta a képek nyelvére lefordítani, hanem megtalálni a mítosz eredetét, az archetípust: azt, ami örök és időtlen az antik drámában. Ez a szemlélet vezette akkor is, amikor Euripidész Médea című drámájához nyúlt. Ellentétben az Oidipusz-filmmel, amelyet a kerettörténet egyértelműen a jelenhez kapcsolt, a Médeában nincs ilyen egyértelmű aktualizálás, a film áttételesen kötődik a modern kor problémáihoz. Pasolini szándéka az volt, hogy minimalizálja a szövegeket, és a képek erejével mondja el a történetet. Ugyanezzel a felfogással készítette a Teoréma (1968) című alkotását, illetve a Disznóól (1969) sivatagi epizódját. (Ez utóbbi film egyébként lényegében párhuzamosan készült a Médeával.) A forgatási helyszíneket is úgy választotta ki, hogy azok tökéletesen harmonizáljanak művészi elképzeléseivel: a törökországi Kappadókiában találta meg az ideális helyet az ősi Kolkhiszhoz, míg Pisa Korinthosz megfelelője lett, de voltak más forgatási helyszínek is (a gradói lagúna, Róma külvárosai).

A színészek kiválasztása Pasolini számára mindig kulcsfontosságú volt. Azt tartotta a leglényegesebbnek, hogy színészei – akár amatőrök, akár hivatásosak – ne játsszák, hanem éljék a szerepüket, fizikai megjelenésükkel eleve hitelesítsék azt a figurát, akit megszemélyesítenek. Vagyis ne „olvadjanak fel” a szerepben, hanem éppen ellenkezőleg: a szerepet formálják át a saját egyéniségükre. Médea megszemélyesítésére a producerek Irene Papast vagy Anna Magnanit javasolták. Pasolini dolgozott már korábban Magnanival a Mamma Róma (1962) című filmben, de a nagyszerű színésznő Médea szerepére túl öreg volt. Amikor a rendező választása Maria Callasra esett, nem az elismert opera-énekesnőt vagy a körülrajongott dívát látta benne, hanem az asszonyt, akit saját személyes sorsa predesztinált erre a szerepre. Callas mélyről kezdte, mondhatni, ő is egy „barbár” világból érkezett, és egy másik világban – amelyhez a felső tízezer „burzsoá” csillogása is hozzátartozott – kellett megtalálnia a helyét. S ami szintén nem volt elhanyagolható motívum: Callas is hűtlenül elhagyott asszony volt, akit nagy szerelme, a hajómágnás Onasszisz mellőzött a meggyilkolt amerikai elnök özvegyéért, Jacqueline Kennedyért.

## Maria Callas
Callast megnyerni nem volt könnyű feladat. A díva egyre-másra utasította el a filmes felkéréseket. Szó volt például arról, hogy játszik a Navarone ágyúi (1960) című kalandfilmben, de végül lemondta a szerepet. Visszautasította olyan híres mentorait is, mint Luchino Visconti és Franco Zeffirelli, akik pedig színpadon sikerrel dolgoztak vele. Joseph Losey is hasztalan próbálta megnyerni őt egy filmszerepre. Pasolini ajánlatát azonban Callas határozottan érdekesnek találta. Médea egyike volt a leghíresebb operaszerepeinek, a dívát pedig izgalomba hozta a lehetőség, hogy ezt a bonyolult és nehéz szerepet most a filmvásznon formálhatja meg egészen másfajta művészi eszköztár segítségével, mint az operaszínpadokon. Nemcsak hogy énekelnie nem kellett a filmben – legendás énekhangja addigra egyébként már a múlté volt –, de szövege se volt túl sok. Szinte kizárólag arcjátékkal, gesztusokkal kellett élővé tennie a figurát.
Pasolini és Callas. Bennfentesek és kívülállók egyaránt elképesztőnek találták ezt a párosítást. A homoszexuális botrányhős, aki még marxista is, és a nehéz természetűnek tartott, visszavonult operacsillag? Callas ráadásul nem titkolta, hogy Pasolini legutóbbi filmje, a Teoréma különösen felháborította a sok „nyílt színi szeretkezés” miatt. A külvilág által várt botrány azonban elmaradt. A két művész maximális tisztelettel és bizalommal közeledett egymáshoz. Callas teljesen Pasolinire bízta magát, mert úgy érezte, a rendező tulajdonképpen ugyanazt és ugyanúgy szeretné elmondani a Médeával, amit és ahogyan ő. Ez nem jelenti azt, hogy bizonyos kérdésekben nem voltak ellentétes véleményen, de mindig sikerült kölcsönösen elfogadható kompromisszumot kötniük. Callas a forgatás előtt egyet kért Pasolinitől: bármilyen problémája támad az alakításával, azt azonnal és őszintén mondja el neki. Az énekesnő egyébként szerette volna, ha Richard Burton játszaná Iaszónt, ám a világhírű színész udvariasan elhárította a felkérést. Pasolini végül egy amatőrt szerződtetett Iaszón szerepére: Giuseppe Gentile valójában sportoló volt, aki a forgatást megelőző évben, az 1968-as mexikóvárosi olimpián hármasugrásban bronzérmet nyert. A Médea volt az egyetlen filmszerepe. Akadt olyan kritikus, aki nem értette, miért őt szerződtették erre a szerepre, amelyhez atletikus ügyességére egyáltalán nem volt szükség. Pasolini azonban ugyanazon indíttatásból választotta Gentilét, mint Callast.

## A forgatásról
Callas minden energiáját a forgatásnak szentelte, és zokszó nélkül alkalmazkodott a nem éppen ideális körülményekhez: szinte elviselhetetlen forróság, vízhiány, nehezen emészthető ételek, homokviharok. A kimerültségig hajlandó volt forgatni, akár a tűző napon is. A női hiúságtól azért nem volt teljesen mentes: megpróbálta lebeszélni Pasolinit arról, hogy túl sok közeli felvétel legyen Médeáról, de a rendező ragaszkodott a premier plánokhoz. Mivel Pasolini sokat rögtönzött – következő alkotásait, Az Élet trilógiája filmjeit gyakorlatilag végig ezzel a módszerrel készítette –, sok jelenetet volt kénytelen mellőzni a vágás során. Callasnak ugyan fájt a szíve, hogy olyan képsorok is az olló áldozatául estek, melyekben ő kifejezetten szépnek találta magát, mégsem szólt bele a vágásba se.

A forgatáson kis híján tragikus baleset történt. Az egyik jelenetben az emberáldozatért vezeklő Médeának egy tűzmezőn kell keresztülfutnia. Természetesen dublőrt használtak Callas helyett. Hogy a lángok félelmetesek legyenek, két párhuzamos sávban gyújtottak tüzet, és a kettő között volt egy szabad út, melyen a dublőr végigfuthatott. A kamerát úgy helyezték el, hogy tűzön keresztüli futásnak látszódjék az egész. Felvétel közben azonban a dublőr megbotlott, elesett, hosszú köntöse meggyulladt, és a nő kisebb égési sérüléseket szenvedett a kezén. Mivel olyan szektához tartozott, melynek tagjai elvből elutasítottak minden orvosi kezelést, végül friss paradicsompéppel enyhítették a fájdalmát. A sajtóban azonban olyan hírek terjedtek el, hogy maga Callas égett meg. Egyébként ez a veszély is fennállt: az énekesnőt ugyanis nem helyettesíthette senki az utolsó jelenetben, amikor a lángoló házból felel Iaszón fájdalmas kérdéseire. Háromszor kellett felvenni a veszélyes jelenetet, de szerencsére nem történt semmi komoly baj.

## A díszbemutató
A filmet Olaszországban már 1969. december 27-én bemutatták, de a tulajdonképpeni díszbemutató 1970. január 28-án volt Párizsban. A fényes és káprázatos eseményen a társasági élet színe-java képviselte magát: milliárdosok, Nobel-díjasok, akadémikusok, sztárok a zene és a film világából, nagykövetek. Callas gyönyörű, éjkék színű estélyi ruhában érkezett, pontosan 21.20-kor. Néhány perccel később bevonult Madame Pompidou négy miniszter társaságában. A filmet a premierközönség udvariasan fogadta, később a nagyközönség körében azonban nem lett siker: kis ideig szerepelt a művészmozik műsorán, sőt egyes országokban csak a tévé mutatta be. Évtizedekkel később kezdték felfedezni az értékeit. Az új évezredben a rendező egyik legjelentősebb alkotásaként tartják számon, amely 2004-ben, Franciaországban minden szempontból igényes dupla DVD-n került forgalomba.

## Érdekességek
- A görög mitológiában nem Iaszón az egyetlen hűtlen hős. Thészeusz, athéni királyfi, miután megölte a krétai király, Minósz szörnyszülött fiát, Minotauruszt, a krétai királylány, Ariadné által adott fonál segítségével jutott ki a labirintusból. Athén felé hajózva azonban az alvó Ariadnét kitette Naxosz szigetén, majd továbbment. Van a történetnek olyan változata is, amely szerint Ariadné tengeribeteg lett, és azért kötöttek ki Naxoszon, hogy egy kicsit kipihenje magát, ám egy vihar elsodorta a partoktól Thészeusz hajóját. Mire sikerült visszatérnie, Ariadné holtan feküdt a tengerparton. A folytatás viszont egységesen szomorú: Thészeusz megfeledkezett arról, hogy hajóján a fekete vitorlát fehérre cserélje, ami az édesapjával kötött megállapodás része volt. Az Akropolisz magaslatán várakozó idős király megpillantotta a távolban a fekete vitorlát. Azt hitte, ez annak a jele, hogy fia odaveszett a labirintusban, ezért a mélybe vetette magát.

- A Mamma Róma mellett a Médea az egyetlen Pasolini-film, melynek női főszereplője van. Ugyanakkor a Médea az utolsó olyan Pasolini-film, amelyben egyetlen központi szereplő köré épül a cselekmény.
- Luchino Visconti állítólag le akarta beszélni Callast arról, hogy Pasolinivel forgasson.[forrás?]
- A Salò, avagy Szodoma 120 napja (1975) mellett a Médea az egyetlen olyan Pasolini-film, melyben két legjobb barátja, Franco Citti és Ninetto Davoli közül egyik se szerepel. Davoli katona volt akkoriban: állítólag egy forgatási szünetben a teljes stáb (Maria Callasszal együtt) meglátogatta őt a laktanyában.
- Massimo Girotti szerepelt Pasolini Teoréma című filmjében is.
- Margareth Clémenti 5 évvel később már anyaszerepet játszott Pasolini Az Ezeregyéjszaka virágai (1974) című filmjében. A színésznő férje, Pierre Clémenti játszotta az egyik főszerepet Pasolini Disznóól című alkotásában, amely párhuzamosan készült a Médeával.
- Graziella Chiarcossi Pasolini unokahúga volt. A rendező egy római lakásban élt édesanyjával és Graziellával. Pasolini meggyilkolása után Graziella képviselte a családot a tettes ellen folytatott perben.
- Az Oidipusz király és a Médea után Pasolini egy harmadik antik drámát, az Oreszteiát is hasonló felfogásban akarta megfilmesíteni. Ez a terve azonban nem valósult meg, csupán a színhely- és szereplőkeresésről szóló dokumentumfilm született meg: Jegyzetek egy Afrikai Oreszteiához (1970).
- A film magyarországi ősbemutatója 1988. szeptember 16-án volt a budapesti Filmmúzeumban, egy Pasolini-életműsorozat keretében. A film később VHS-en is megjelent nálunk, majd a tévében is bemutatták.

## Főszereplők
- Maria Callas (Médea)
- Massimo Girotti (Kreón király)
- Laurent Terzieff (kentaur)
- Giuseppe Gentile (Iaszón)
- Margareth Clémenti (Glauké)
- Paul Jabara (Peliász király)
- Gerard Weiss (második kentaur)
- Sergio Tramonti (Apszürtosz, Médea fivére)
- Luigi Barbini (argonauta)
- Gianpaolo Durgar
- Michelangelo Mastroni
- Gianni Bradizi
- Franco Jacobbi
- Annamaria Chio (szoptatós dajka)
- Piera Degli Esposti
- Mirella Pamphili (Mirella Panfili néven szerepel a stáblistán)
- Graziella Chiarcossi (Glauké szolgálólánya)
- Maria Cumani Quasimodo (nem szerepel a stáblistán)
- Vladimir Julukhadze (nem szerepel a stáblistán)
- Giorgio Trombetti (nem szerepel a stáblistán)